# Pont d'Ollers
El Pont d'Ollers és una obra del municipi de Barberà de la Conca (Conca de Barberà) inclosa en l'Inventari del Patrimoni Arquitectònic de Catalunya. Es tracta d'un petit pont de poques dimensions fet de pedra vista i amb un cert apuntament. Actualment cobert de nombrosa vegetació.